# Ford Models
Ford Models, ehemals Ford Modeling Agency, ist eine Modelagentur in New York City. Die Agentur wurde 1946 von Eileen Ford (geb. Otte; 1922–2014) und ihrem Mann Gerard „Jerry“ W. Ford (1924–2008) gegründet.

## Geschichte
Das Ehepaar Ford startete mit dem Booking zweier New Yorker Models. Die Geschäftsidee kam dem Paar kurz vor der Geburt ihres ersten Kindes. Eileen Ford hatte während ihres Studiums als Model, Fotografin und Moderedakteurin gearbeitet. Die Ford Modeling Agency begann dann auch, Gagen für vermittelte Models zu verlangen. Rasch stieg die Höhe dieser Gagen, sodass die Models in den 1990er Jahren bereits Dollargagen im vierstelligen Bereich am Tag verdienten. Beverly Johnson, Schauspielerin und Model, beschrieb die Vorreiterrolle der Modelagentur für die Branche diesbezüglich in ihrer Autobiographie mit den Worten:

“In a business sense, Ford revolutionized the beauty industry and created the template for the modern, multimillion-dollar modelling agency.”

„Im geschäftlichen Sinne revolutionierte Ford die Schönheitsindustrie und erschuf das Vorbild für die moderne Multimillionen-Dollar-Modelagentur.“

Von seiner Gründung bis zur Zeit, als sich Elite Model Management in den 1980ern in die USA ausbreitete, war Ford die dominierende Modelagentur der Vereinigten Staaten. Die New Yorker „Modelling Wars“ der 1980er Jahre mit Elite minderten jedoch den Einfluss des Unternehmens, das seitdem weitgehend gleich neben Konkurrenten wie Elite, Women Management, IMG Models und DNA Model Management steht.
1996 übernahm Katherine „Katie“ Ford (* 1955), Tochter von Eileen und Jerry Ford, die Leitung über das Unternehmen. Sie wollte 2000 für 22 Mio. USD den Mehrheitsanteil an Ford Models an Magnum Sports & Entertainment Inc. verkaufen, aber das Geschäft platzte. Viele Branchen verlagerten zu der Zeit ihren Schwerpunkt in den Internethandel. Auch die Modebranche musste folgen.
2002 stieß John R. Caplan, zuvor Präsident von About.com und späterer Gründer des Bloggernetzwerks OpenSky, als CEO zum Unternehmen. Zu dieser Zeit hatte Ford Models einen Jahresumsatz in Höhe von 30 Mio. USD. Caplan optimierte das Kerngeschäft der Agentur grundlegend. Insgesamt konnten bald jährlich rund 65.000 Vermittlungen in 14 Büros weltweit abgewickelt werden; neben der Vermittlung von Hairstylisten, Maskenbildner, Fotografen und weiteren sogenannten „Ford Artists“ auch jährlich rund 2.200 Models. Zudem wurde der Hauptsitz verlegt, sodass die 90 New Yorker Booker näher am Medien- und Modegeschehen saßen, und ein zeitgemäßes Buchungssystem wurde eingeführt. Um in die Neuen Medien einzusteigen, holte er Mitchell „Mitch“ Grossbach mit ins Boot, der damals Vizepräsident für Geschäftsentwicklung bei der Interface Software Inc. war, und sich dort mit dem Gebiet Customer-Relationship-Management befasste. Neben herkömmlichen Fotos und Katalogen sah dieser eine Chance in der Nutzung des Videomediums für das Unternehmen, zunächst im Castingbereich. Jordan Hoffner von NBCUniversal versuchte Ende 2005 Caplan vergeblich davon überzeugen, mit dem Fernsehsender durch Präsentation der Ford Models in Fernsehshows zu kooperieren. Ein Jahr später, als Hoffner bereits bei Google tätig war, kam es erneut zu einem Treffen. So entstand die Idee, die Models abseits des Laufstegs und des Shootinggeschäfts in sogenannten „Ford-Videos“ auf der Internetplattform YouTube zu zeigen. Caplans Umstrukturierungs- und Modernisierungsmaßnahmen zeigten Erfolg. Als er 2009 das Unternehmen in der Funktion als CEO verließ, betrug der Jahresumsatz rund 130 Mio. USD.
Den Hauptanteil am Unternehmen hält mittlerweile Altpoint Capital Partners LLC mit 93 %. Altpoint Capital ist ein Unternehmen des aus Moskau stammenden Ex-Merrill-Lynch-Bankers und Interros-Mitarbeiters Guerman Aliev (* 1970), der bei Ford Models den Vorsitz im Aufsichtsrat innehat.

## Agenturen und Models
Neben dem New Yorker Hauptsitz hat Ford Models Agenturen in Los Angeles, in Chicago, in Miami, in Paris (Ford Models Europe; seit 1995) und in São Paulo (Ford Models Brasil; seit 2016).
Zu den von Ford vertretenen Models gehörten oder gehören u. a. Twiggy, Benedetta Barzini, Elle Macpherson, Christie Brinkley, Chanel Iman, Ali Larter und Christy Turlington.
Eileen Ford richtete seit 1980 den Wettbewerb „Supermodel of the World“ aus, dessen Siegerin beim internationalen Finale einen Model-Vertrag über 250.000 USD bei der Agentur erhielt.